# مزغونة
قرية مزغونة هي إحدى القرى التابعة لمركز البدرشين في محافظة الجيزة في جمهورية مصر العربية. حسب إحصاءات سنة 2006، بلغ إجمالي السكان في مزغونة 14908 نسمة، منهم 7544 رجل و7364 امرأة.